# Kołatek uparty
Kołatek uparty, kołatek mieszkaniowy (Hadrobregmus pertinax) – gatunek chrząszczy z rodziny kołatkowatych. 
Chrząszcz o ciele długości od 4 do 4,5 mm, ubarwiony czarnobrunatnie, krótko i skąpo owłosiony. Czułki zbudowane są z 11 członów, z których trzy ostatnie są u samców znacznie dłuższe niż u samic. Przedplecze ma rozwarte przednie kąty o zaokrąglonych wierzchołkach i przylegające do pokryw, ostre kąty tylne. Nasada przedplecza jest niezwężona a w tylnej jego części żółte owłosienie występuje tylko w kątach zewnętrznych. Przednią część podłużnego wzgórka na przedpleczu dzieli wgłębienie. Głębokie wyżłobienie biegnie przez całe śródpiersie i przód zapiersia. Pokrywy mają rzędy o połowę węższe od międzyrzędów. Środkowe części sternitów odwłoka od drugiego do piątego są ze sobą pozrastane.
Larwy żerują w porażonym grzybami bielu. Samice składają jaja w szczeliny drewna jak i stare otwory wylotowe, w związku z czym w jedynym jego fragmencie rozwijać się może wiele pokoleń. Do przepoczwarczenia dochodzi jesienią, ale imagines opuszczają komory poczwarkowe dopiero wiosną. Gatunek notowany jako groźny szkodnik wtórny drewna budowlanego.
Owad ten zamieszkuje wszystkie kraje Europy, Kaukaz, Syberię i Daleki Wschód. Na Półwyspie Fennoskandzkim sięga na północ daleko za koło podbiegunowe.

## Galeria

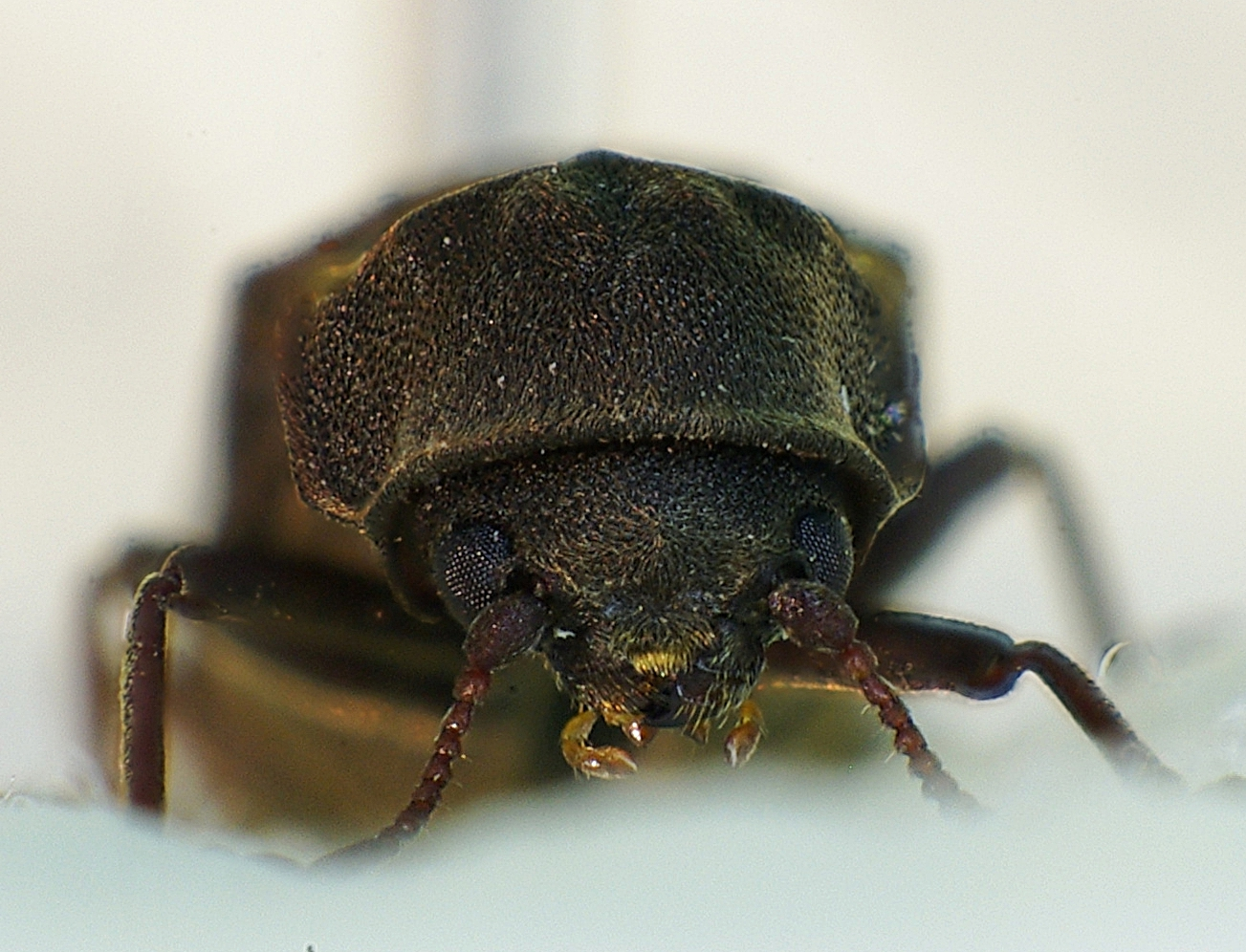
Przód
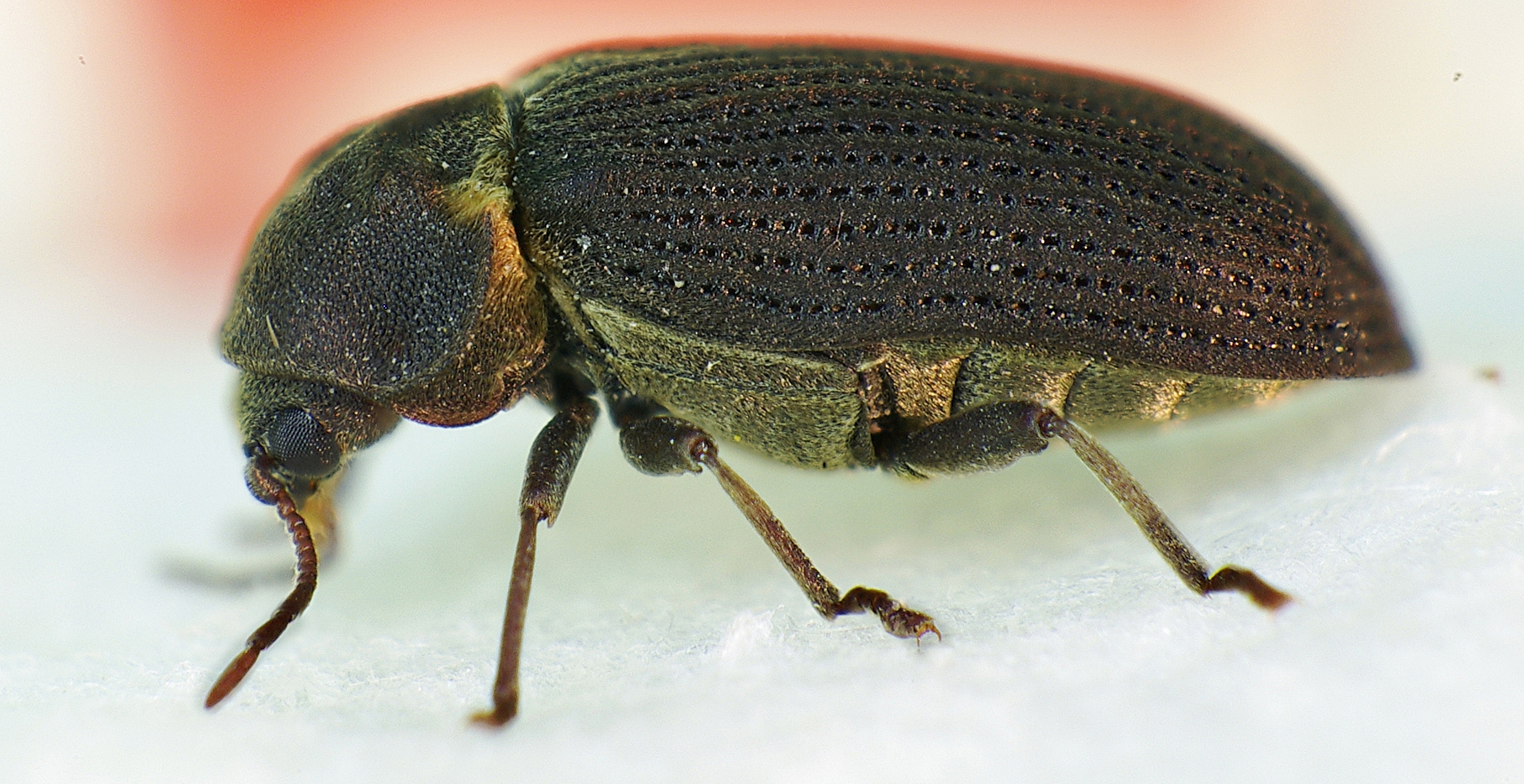
Z boku
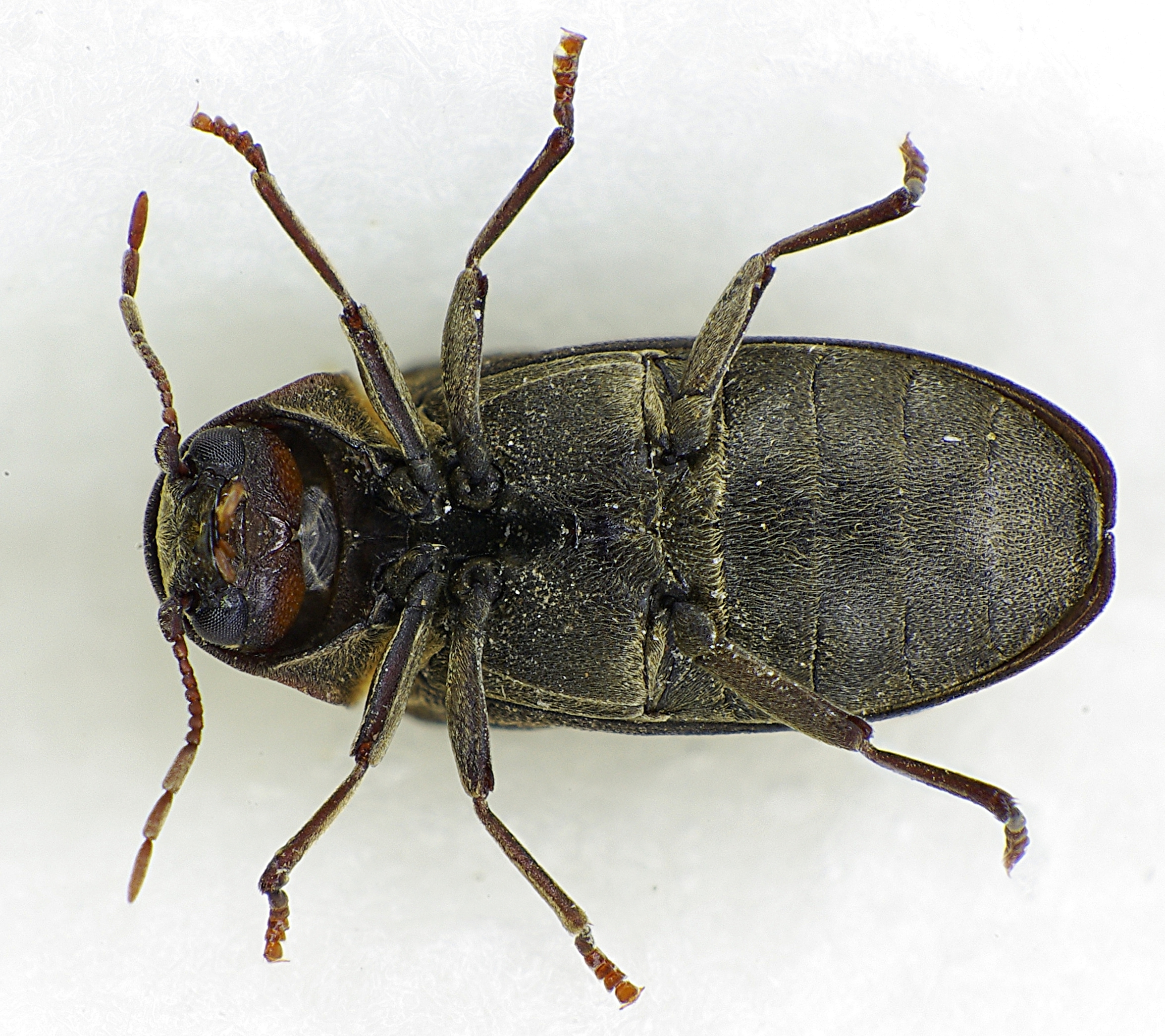
Od dołu
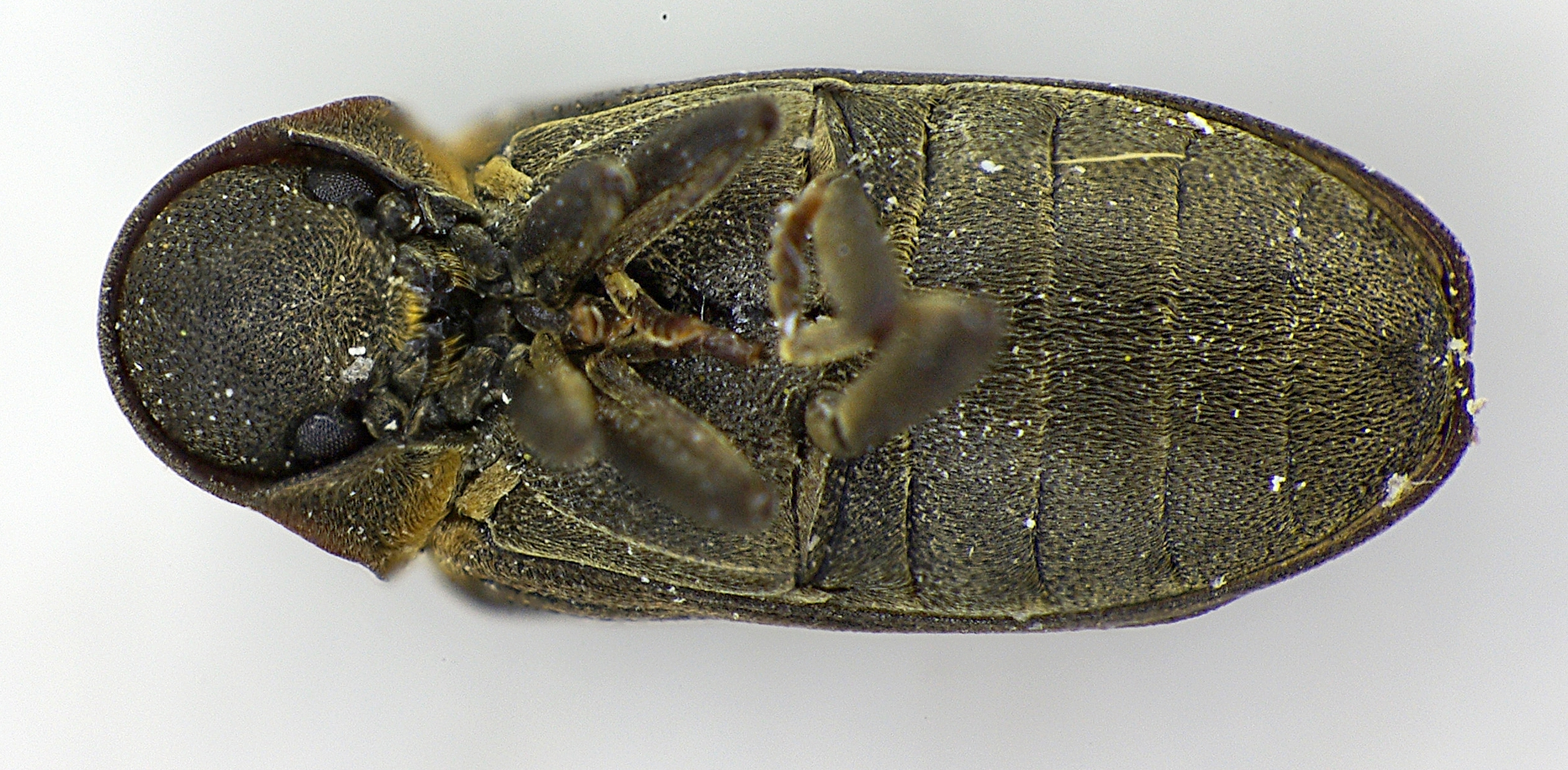
Ze zwiniętymi odnóżami